# Chaetocercus heliodor
El colibrí heliodoro (Chaetocercus heliodor), también denominado colibrí de heliodoro, estrellita de gorguera (en Ecuador), estrella cuellirroja (en Venezuela), rumbito diminuto o zumbador diminuto (en Colombia) o coqueta de cuello rojo, es una especie de ave apodiforme de la familia Trochilidae —los colibríes— perteneciente al género Chaetocercus. Es nativo del noroeste de América del Sur.

## Distribución y hábitat
Se distribuye a lo largo de los Andes desde el oeste de Venezuela, a través de Colombia y en el oeste y noreste de Ecuador.
Esta especie es considerada de rara a localmente común. Su hábitat natural es el dosel y el borde del bosque húmedo montano, en el piedemonte y se adapta a los bosques antiguos degradados. Prefiere las zonas boscosas altas, pero se los puede ver en la floración de árboles en jardines y plantaciones y en semiabierto. Se encuentra entre los 500 y 2800 m de altitud. Es un visitante ocasional del sub-páramo.

## Descripción
El macho mide en promedio 6,4 cm de longitud y la hembra 5,8 cm, por lo que es de cerca del pájaro más pequeño de América del Sur. Es de color verde oscuro brillante por encima, con una franja blanca postocular corta y manchas blancas en los lados de la espalda baja, que se extiende a los flancos más bajos. La gola del macho es violeta rosado o fucsia brillante en forma de parche en la garganta que se alarga hacia el cuello y los lados de pecho. El collar pectoral blanco es menor que en otros de su género. El pecho es gris y el vientre es de color azul verdoso. Presenta motas blancas en los flancos. La cola es bifurcada y corta bastante, con un aspecto puntiagudo, estrecho. La hembra es similar por arriba, pero carece de la gola y la brillante coloración y vientre amarillento. Existe un solapamiento limitado en la naturaleza con el colibrí abejorro (Chaetocercus bombus), cuya hembra es superficialmente indistinguible de esta especie.

## Alimentación
Se alimenta de néctar de las flores y de pequeños insectos.

## Sistemática

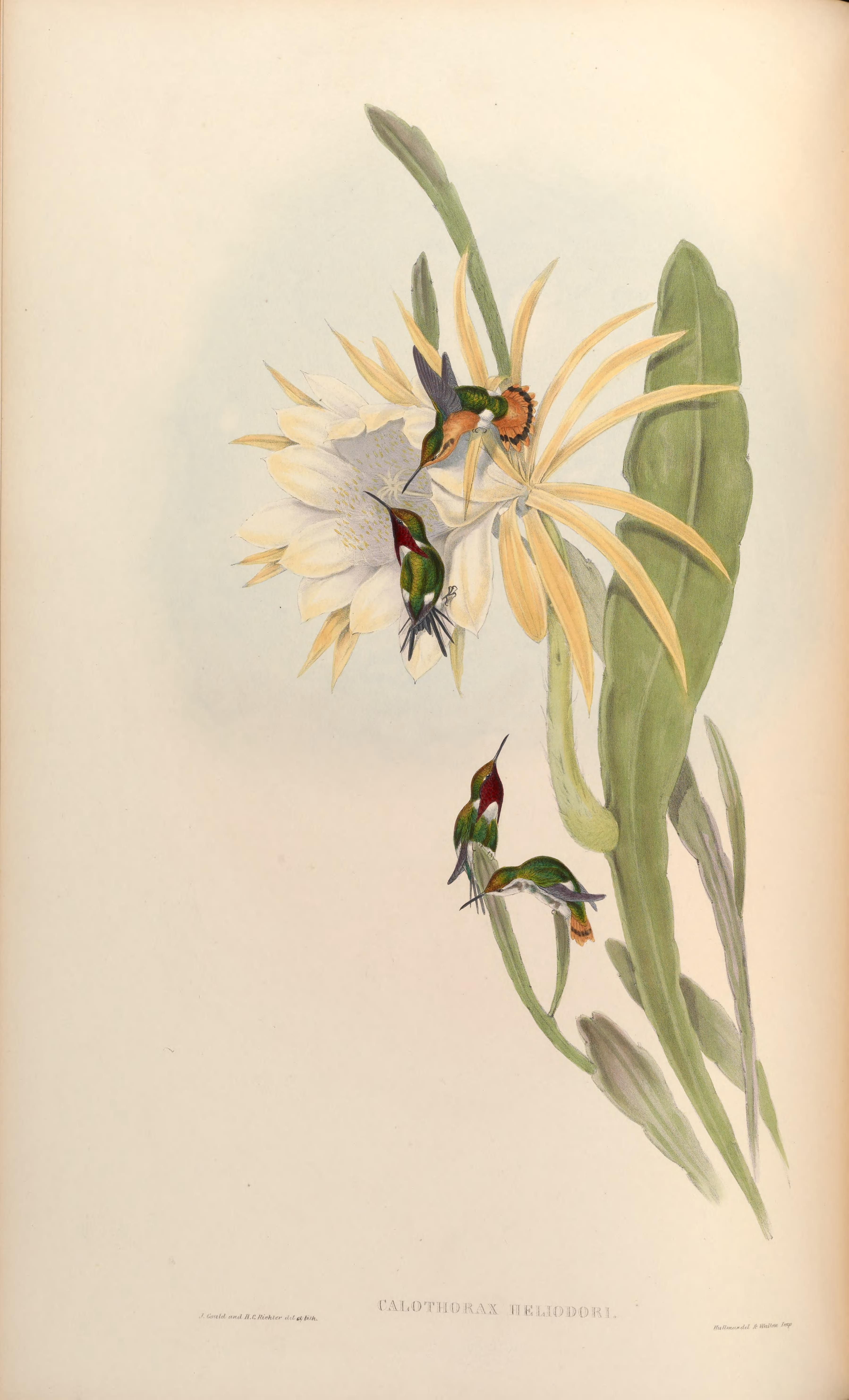
Calothorax heliodori, sinónimo de Chaetocercus heliodor, ilustración de Gould y Richter en A monograph of the Trochilidae, or family of humming-birds 3, 1861.

### Descripción original
La especie C. helidodor fue descrita por primera vez por el ornitólogo francés Jules Bourcier en 1840 bajo el nombre científico Ornismya heliodor; su localidad tipo es: «Santa Fe de Bogotá, Colombia».

### Etimología
El nombre genérico masculino «Chaetocercus» se compone de las palabras del griego «khaitē» que significa ‘cabello’, y «kerkos» que significa ‘cola’; y el nombre de la especie «heliodor», es un homenaje a Héliodore Bourcier (fl. 1840), hijo del autor de la especie Jules Bourcier.

### Taxonomía
Ya fue colocada en el género Acestrura junto con C. mulsant, C. bombus, C. astreans y C. berlepschi, pero ninguna evidencia en la morfología externa justifica el tratamiento en un género separado de C. jourdanii. La forma descrita Calothorax decoratus Gould, 1860 es probablemente un híbrido entre esta especie y Chaetocercus mulsant. La forma propuesta Acestrura heliodor meridae J.T. Zimmer & Phelps, 1950 es inválida e indistinguible de la nominal.

### Subespecies
Según las clasificaciones del Congreso Ornitológico Internacional (IOC) y Clements Checklist/eBird  se reconocen dos subespecies, con su correspondiente distribución geográfica:
- Chaetocercus heliodor heliodor (Bourcier), 1840 – Andes de Venezuela (Mérida), Colombia y oeste de Ecuador.
- Chaetocercus heliodor cleavesi Moore, 1934 – Andes del noreste de Ecuador (oeste de Sucumbíos hasta el noroeste de Morona Santiago).